# Aéroport international de Madras
L'aéroport international de Madras (code IATA : MAA • code OACI : VOMM) (en tamoul : சென்னை பன்னாட்டு வானூர்தி நிலையம் ; en anglais : Chennai International Airport) est situé à 7 km au sud de Madras à Meenambakkam. Cet aéroport est l'un des plus importants quant au trafic de passagers en Inde. Dans ce domaine il se situe à la troisième place derrière les aéroports de Delhi et Bombay avec un trafic annuel de 8 747 260 passagers. (chiffres de l'AAI : Airports Authority of India).
Le trafic aérien connaît un essor considérable dans cette ville qui a récemment enregistré des chiffres de croissances parmi les plus élevés en Inde.

## L'architecture
L'aéroport de Madras est constitué de trois bâtiments :
- le vieux terminal à Meenambakkam utilisé pour les opérations cargo ;
- le terminal passager près de Pallavaram : il faut distinguer terminal national et terminal international. Les deux sont reliés entre eux par un bâtiment.

Le terminal international est constitué de cinq « aérobridges » (parkings au contact) tandis que le terminal national est constitué de trois aérobridges.
Cet aéroport a le mérite d'avoir obtenu le premier en Inde la certification ISO 9001:2000. Les différents bâtiments ont été construits à des périodes différents même s’ils se succèdent.

## Le service
Actuellement l'aéronautique en Inde connaît un boom sans précédent, notamment avec l'arrivée massive des compagnies low-cost en un laps de temps de seulement trois à quatre ans. D'ailleurs l'Inde est considérée comme le pays où la croissance de l'aviation civile est actuellement la plus importante. Certes cela crée beaucoup d'emplois et plus d'Indiens peuvent s'offrir un vol en avion mais des gros problèmes existent.
Les infrastructures n'ont pas suivi la croissance et notamment les aéroports. De ce fait, les retards y sont fréquents.
À Madras ce manque d'infrastructure est apparent. Le terminal international reste petit pour une ville émergente : on a par exemple la nuit (l'heure de départ de nombreux vols pour l'Europe) des queues de plus d'une centaine de mètres à l'entrée de l'aéroport devant la machine à rayons X car il n'y en a souvent qu'une seule en service. Ou encore une longue queue à l'immigration. Cependant des rénovations ont eu lieu et des travaux sont en cours.
Le terminal national de Madras (Kamaraj domestic airport) est en meilleur état, assez spacieux, propre et bien rénové.
L'aéroport de Madras est aussi capable d'accueillir le gros porteur A380.

## La modernisation
L'actuel premier ministre du Tamil Nadu, M Karunanidhi, a proposé non seulement l'agrandissement de l'aéroport actuel, en négociant avec les habitants des villages alentour, mais aussi la construction d'un nouvel aéroport Greenfield. Madras serait ainsi doté de deux aéroports, comme Paris ou Londres. L'actuel aéroport serait alors utilisé pour les vols intérieurs.
Madras devient un acteur d'envergure dans les technologies de l'information et dans l'automobile. Cette solution pourrait permettre à Madras de devenir un hub régional, notamment pour les vols vers le sud-est asiatique et l'Océanie.

## Situation
| \| 300 km1:23 714 000 \| Delhi Bombay Madras Bangalore Calcutta Hyderabad Cochin Ahmedabad Goa Pune Thiruvananthapuram Calicut Lucknow Guwahati Srinagar Jaipur Bhubaneswar Coimbatore Nagpur Indore Mangalore Visakhapatnam Patna Amritsar Chandigarh Tiruchirappalli Jammu Raipur Bénarès Agartala Port Blair Vadodara Imphal Bagdogra Madurai Bhopal Ranchi Aurangabad Udaipur Leh Tirupati Rajkot Jodhpur Dehradun Dibrugarh Silchar Gaya Cannanore Vijayawada Surate Durgapur Jamnagar Belagavi Hubli-Dharwad Khajurâho Nanded Aizawl Dimapur Agra Bathinda |
| 300 km1:23 714 000 |

## Compagnies aériennes et destinations

### Passagers
Les vols intérieurs sont assurés au Kamaraj Domestic Airport et les vols internationaux à l'Anna international terminal.
| Compagnies         | Destinations | Refs.  |
| ------------------ | --- | ------ |
| Air Arabia         | Charjah |        |
| Air Austral        | La Réunion-R. Garros |        |
| Air India          | Ahmedabad-Sardar-Vallabhbhai-Patel, Bangalore-Kempegowda, Coimbatore, Colombo-Bandaranaike, Delhi-Indira Gandhi, Dubaï, Goa-Dabolim, Hyderabad-R. Gandhi, Cochin, Calcutta-N. S. C. Bose, Madurai, Bombay-Chhatrapati-Shivaji, Mascate, Port Blair, Singapour-Changi, Trivandrum |        |
| Air India Express  | Singapour-Changi, Trivandrum |        |
| Air Mauritius      | Maurice-Sir Seewoosagur Ramgoolam |        |
| AirAsia            | Kuala Lumpur |        |
| AirAsia India      | Bangalore-Kempegowda, Hyderabad-R. Gandhi |        |
| All Nippon Airways | Tokyo-Narita |        |
| Alliance Air       | Coimbatore, Goa-Dabolim, Hyderabad-R. Gandhi, Madurai, Pune, Trichy-Tiruchirapally, Vijayawada Chartered: Vellore (en), Agatti (en) |        |
| Batik Air          | Denpasar-Bali, Kuala Lumpur, Medan-Kualanamu | [ 4 ]  |
| British Airways    | Londres-Heathrow |        |
| Cathay Pacific     | Hong Kong |        |
| Emirates           | Dubaï |        |
| Etihad Airways     | Abou Dabi |        |
| flydubai           | Dubaï |        |
| GoAir              | Ahmedabad-Sardar-Vallabhbhai-Patel, Cannanore, Bombay-Chhatrapati-Shivaji, Port Blair, Pune | ,      |
| Gulf Air           | Manama-Bahreïn |        |
| IndiGo             | - Ahmedabad-Sardar-Vallabhbhai-Patel, - Bagdogra, - Bangalore-Kempegowda, - Bangkok-Suvarnabhumi, - Bhubaneswar-Biju Patnaik, - Coimbatore, - Colombo-Bandaranaike, - Delhi-Indira Gandhi, - Doha-Hamad, - Dubaï, - Goa-Dabolim, - Guwāhāti, - Hubli, - Hyderabad-R. Gandhi, - Indore, - Jaipur, - Cannanore, - Cochin, - Calcutta-N. S. C. Bose, - Kozhikode-Calicut, - Koweït, - Lucknow-Amausi, - Madurai, - Mangalore, - Bombay-Chhatrapati-Shivaji, - Nagpur, - Port Blair, - Pune, - Raipur, - Rajahmundry, - Singapour-Changi, - Surat, - Trivandrum, - Trichy-Tiruchirapally, - Tuticorin (en), - Udaipur, - Vijayawada, - Vishakhapatnam | ,      |
| Kuwait Airways     | Koweït |        |
| Lufthansa          | Francfort |        |
| Malaysia Airlines  | Kuala Lumpur |        |
| Maldivian          | Dacca-Shah Jalal, Malé Velana | [ 9 ]  |
| Oman Air           | Mascate |        |
| Qatar Airways      | Doha-Hamad |        |
| Saudia             | Djeddah - Roi-Abdelaziz, Riyad-roi Khaled Hajj: Médine-Prince M. Bin Abdulaziz |        |
| Scoot              | Singapour-Changi |        |
| SilkAir            | Singapour-Changi |        |
| Singapore Airlines | Singapour-Changi |        |
| SpiceJet           | - Ahmedabad-Sardar-Vallabhbhai-Patel, - Bagdogra, - Bangalore-Kempegowda, - Bhopal-Raja Bhoj, - Coimbatore, - Colombo-Bandaranaike, - Delhi-Indira Gandhi, - Goa-Dabolim, - Guwāhāti, - Hyderabad-R. Gandhi, - Cochin, - Calcutta-N. S. C. Bose, - Kozhikode-Calicut, - Madurai, - Bombay-Chhatrapati-Shivaji, - Patna, - Port Blair, - Pune, - Shirdi Airport (en), - Tuticorin (en), - Vijayawada, - Varanasi (Bénarès)-Lal Bahadur Shastri | [ 10 ] |
| SriLankan Airlines | Colombo-Bandaranaike |        |
| Surinam Airways    | Paramaribo-J. A. Pengel |        |
| Thai AirAsia       | Bangkok-Don Muang |        |
| Thai Airways       | Bangkok-Suvarnabhumi |        |
| Trujet             | Cuddapah (en), Hyderabad-R. Gandhi, Mysore (en), Salem, Inde (en) |        |
| US-Bangla Airlines | Dacca-Shah Jalal, Chittagong |        |

Édité le 19/04/2019

### Cargo
- Air India Cargo
- Atlas Air
- Blue Dart Aviation
- Cargolux
- Cathay Pacific Airways (Hong Kong)
- Emirates SkyCargo
- Etihad Crystal Cargo
- Korean Air
- Lufthansa Cargo
- Polar Air Cargo
- Singapore Airlines Cargo

## Statistiques
Pour des raisons techniques, il est temporairement impossible d'afficher le graphique qui aurait dû être présenté ici.

Voir la requête brute et les sources sur Wikidata.

### Zoom sur l'impact du covid de 2019-2020
Pour des raisons techniques, il est temporairement impossible d'afficher le graphique qui aurait dû être présenté ici.

Voir la requête brute et les sources sur Wikidata.

## Galerie

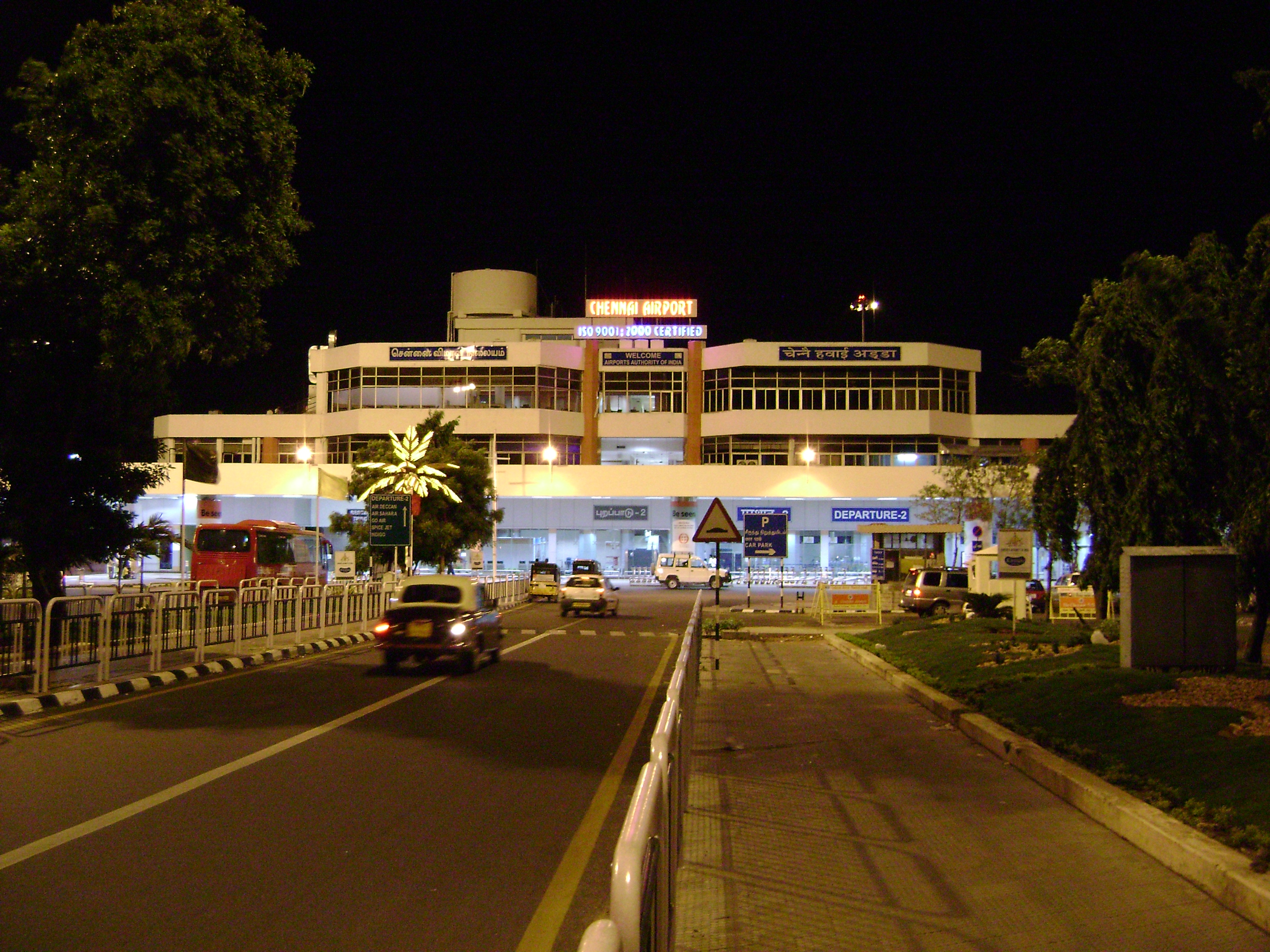
Avant le renouvellement (2007)
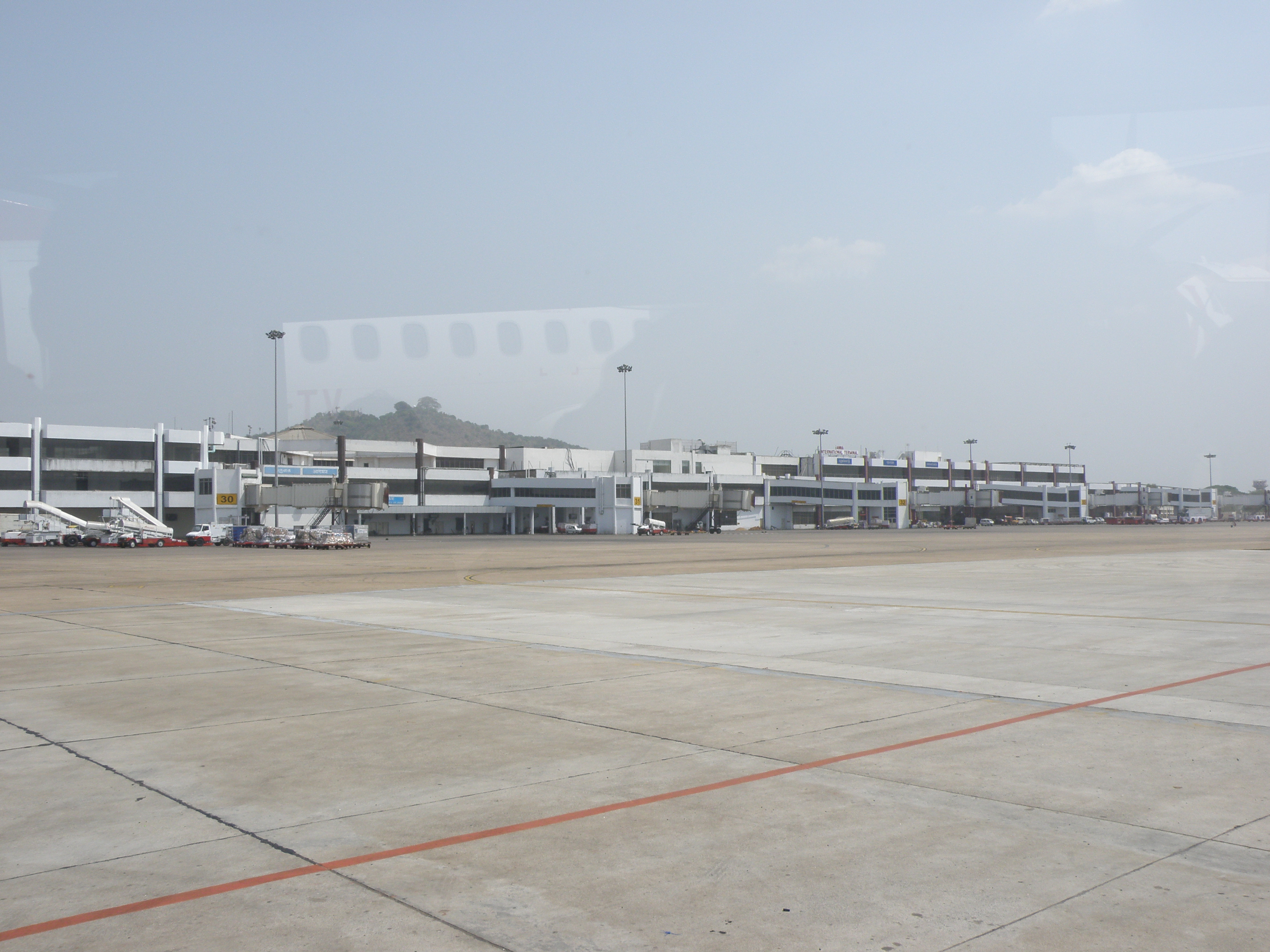
Les bâtiments vue depuis la piste.
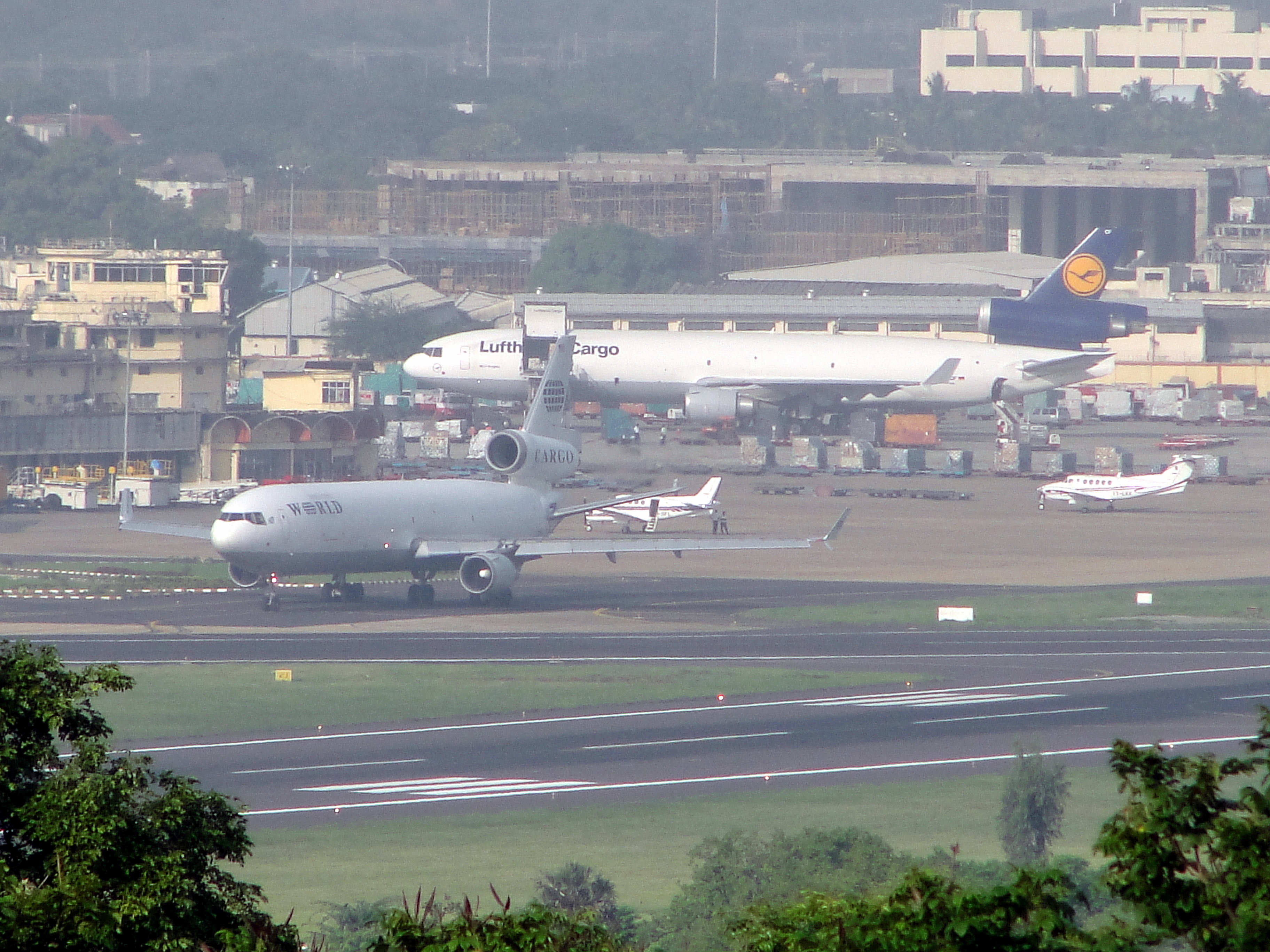
Deux MD-11FS.
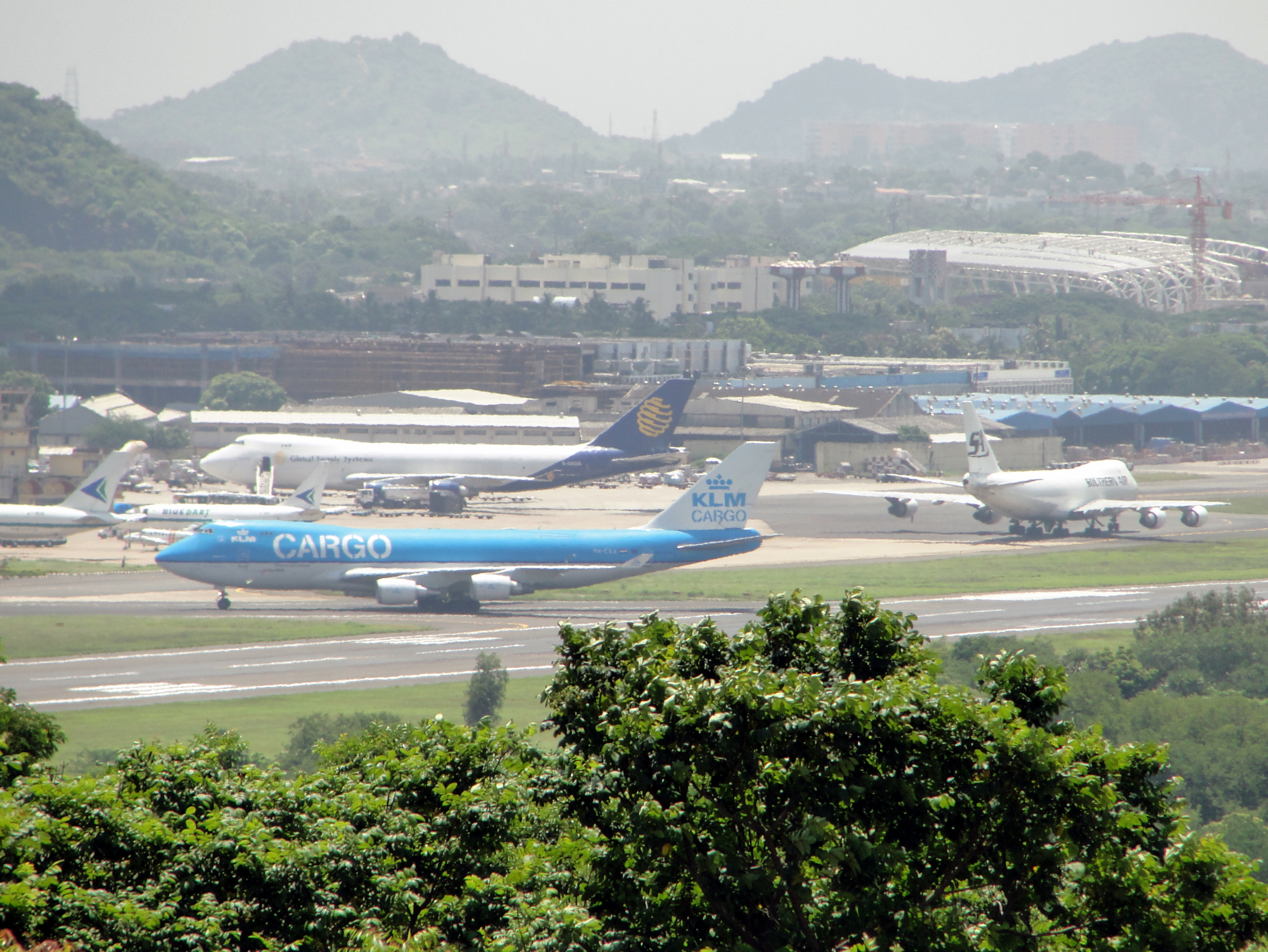
Le terminal cargo.
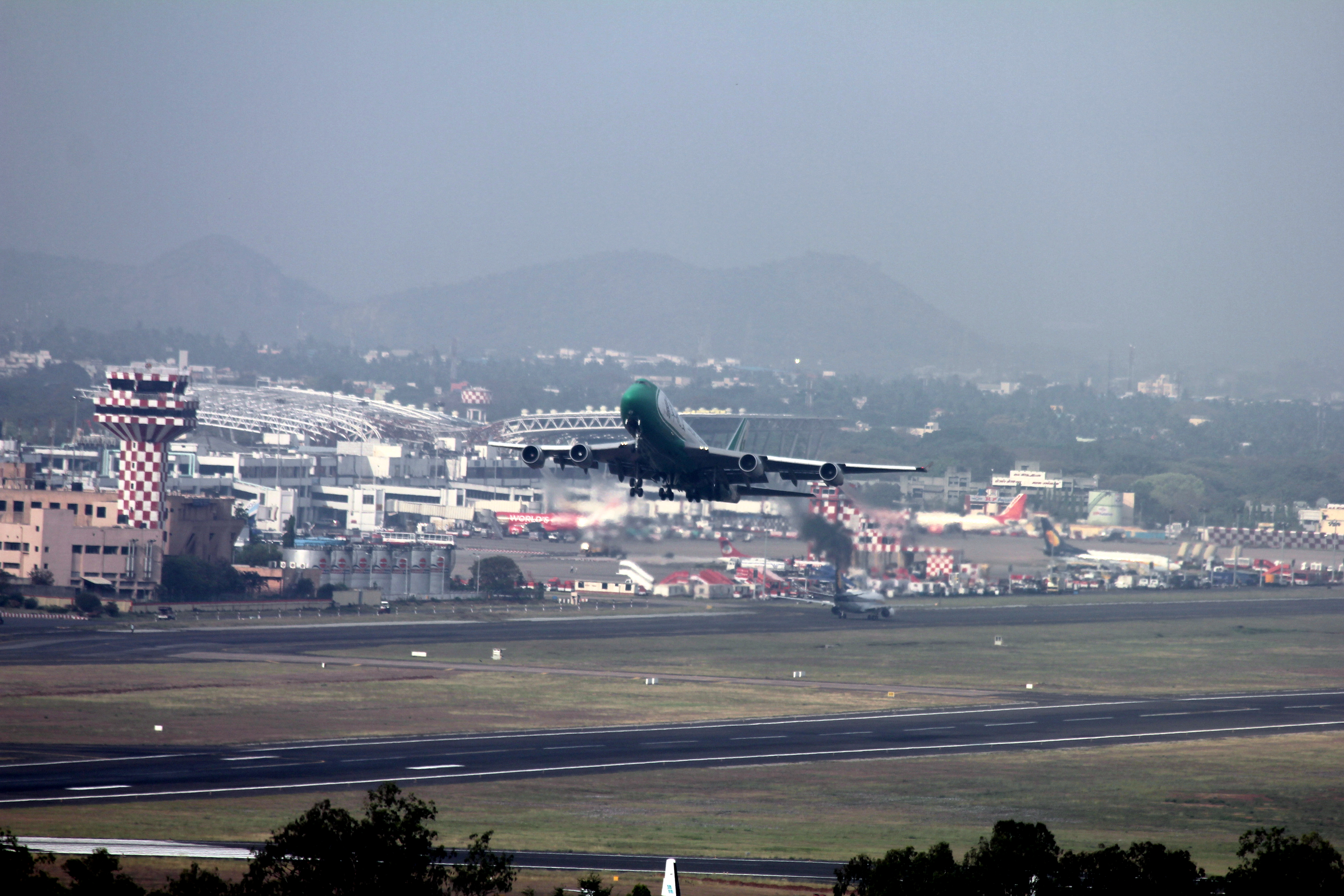
Un JadeCargo décollant.
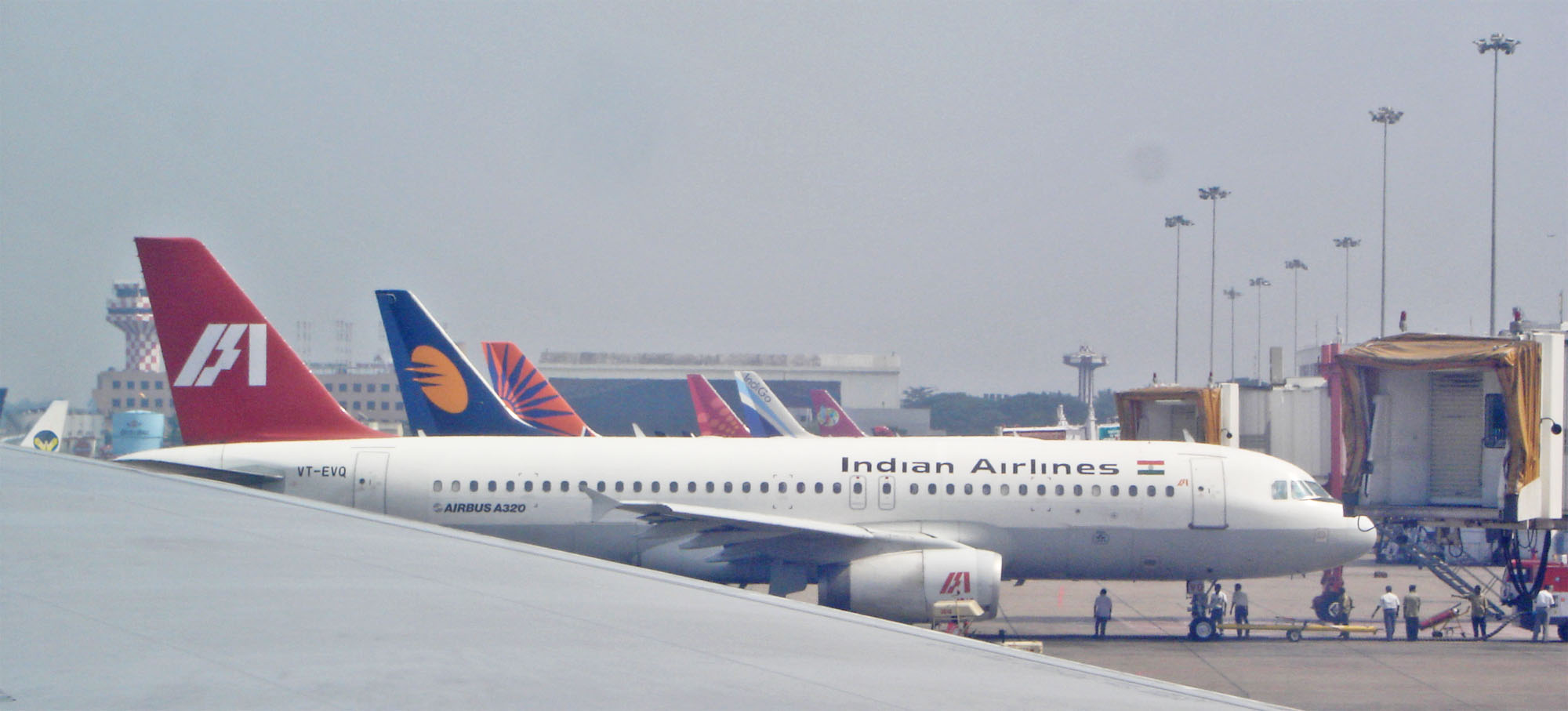
Aéroport de Madras
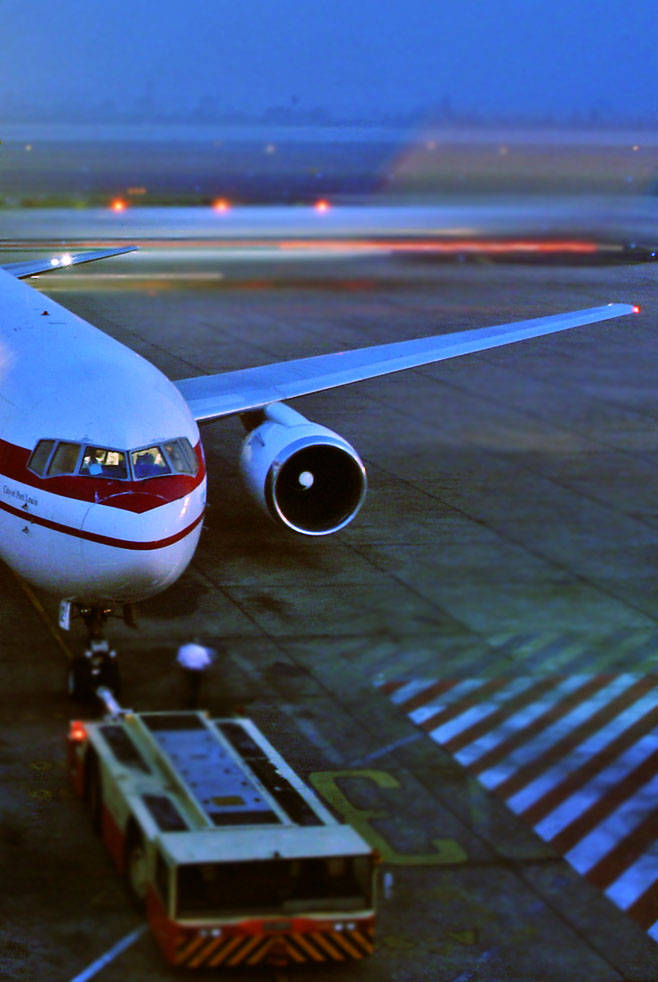
Avion de Air Mauritius.
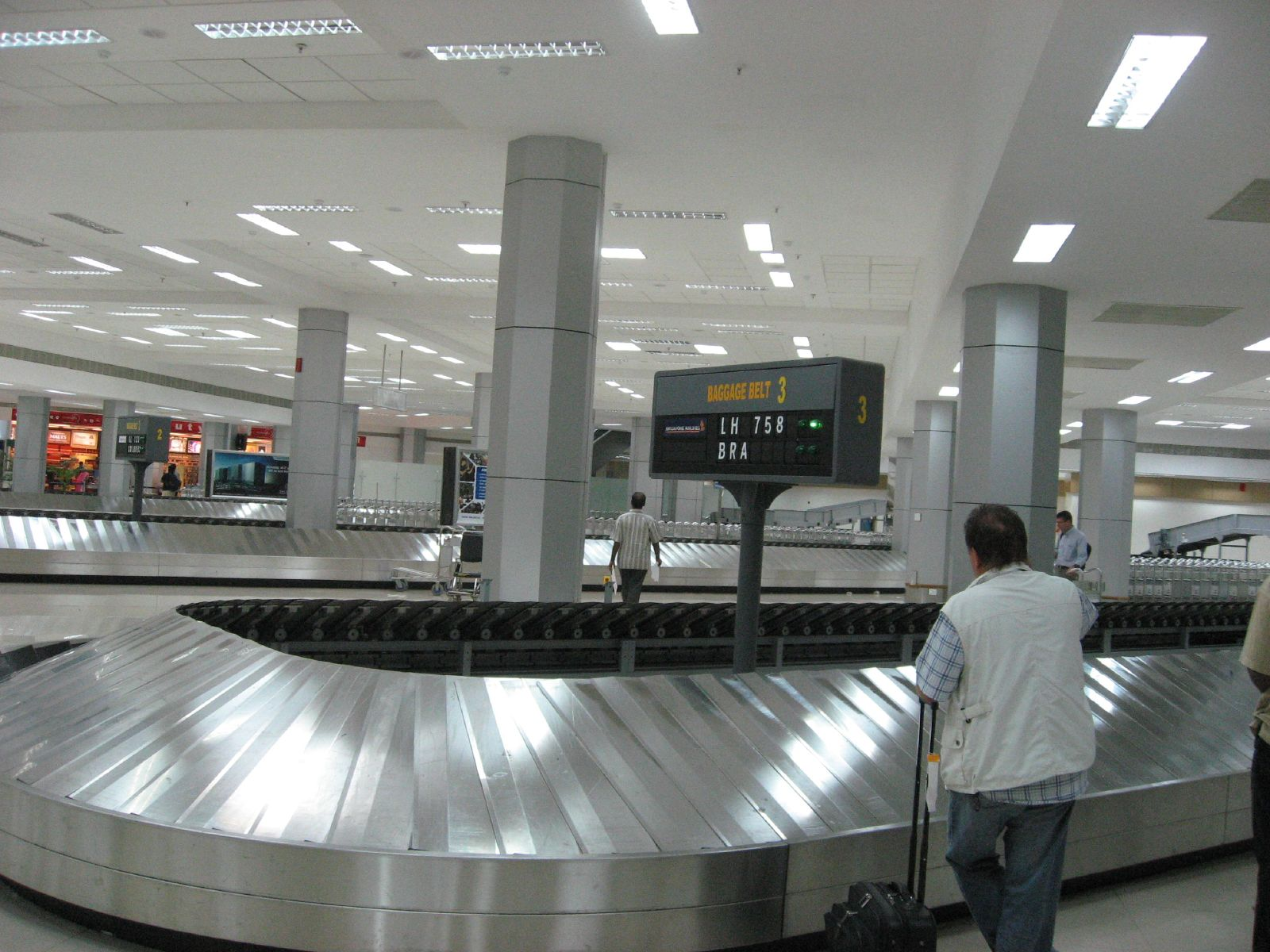
Zone de retour des bagages.